# Klement Slavický
Klement Slavický (ur. 22 września 1910 w Tovačovie, zm. 4 września 1999 w Pradze) – czeski kompozytor.

## Życiorys
Naukę pobierał od ojca, organisty w Tovačovie. W 1927 roku podjął studia w Konserwatorium Praskim u Karela Boleslava Jiráka (kompozycja) i Pavla Dědečka (dyrygentura), później uczył się też kompozycji u Josefa Suka (1931–1933) i Václava Talicha (1934–1936). Od 1936 do 1951 roku był pracownikiem rozgłośni radiowej w Pradze. Za swoją I Sinfoniettę otrzymał w 1940 roku nagrodę Czeskiej Akademii Nauki i Sztuki. W okresie stalinizmu jego twórczość została potępiona jako „formalistyczna”. Za odmowę wstąpienia do KSČ został zwolniony z radia i wykluczony ze Związku Kompozytorów Czeskich. Po Praskiej Wiośnie objęty był 10-letnim zakazem publicznej prezentacji swoich utworów. W 1985 roku otrzymał Złoty Medal ONZ za IV Sinfoniettę, napisaną dla uczczenia 40-lecia tej organizacji. W 1989 roku odmówił przyjęcia z rąk komunistycznych jeszcze władz tytułu artysty narodowego. Uznania swojej twórczości w kraju doczekał się dopiero po aksamitnej rewolucji.

## Twórczość
W swojej twórczości nawiązywał do muzyki i poezji ludowej regionu Moraw, co przejawiało się w tanecznych rytmach i śpiewnej melodyce. W latach 50. odszedł od cechującego wcześniejsze kompozycje optymistycznego witalizmu w kierunku pogłębionej ekspresji.

## Wybrane kompozycje
(na podstawie materiałów źródłowych)

### Utwory orkiestrowe
- Fantazja na fortepian i orkiestrę (1931)
- 4 sinfonietty (I 1940, II 1962, III 1980, IV 1984)
- Morawska fantazja taneczna (1951)
- Wariacje rapsodyczne (1953)

### Utwory kameralne
- 2 kwartety smyczkowe (I 1932, II 1972)
- Trio na obój, klarnet i fagot (1937)
- Trialogo na skrzypce, klarnet i fortepian (1966)
- 2 utwory na wiolonczelę i fortepian (1936)
- Suita na obój i fortepian (1960)
- Intermezzi mattutini na flet i harfę (1965)
- Capriccia na róg i fortepian (1967)
- sonata Přátelstvi na skrzypce i fortepian (1974)
- Sentenze na trąbkę i fortepian (1976)
- Partita na skrzypce solo (1963)
- Musica monologica na harfę (1967)
- Musica na róg (1968)

### Utwory fortepianowe
- 3 utwory (1947)
- sonata Zamyšleni nad životem (1958)
- Na černých a bílích (1958)
- Etiudy i eseje (1965)
- Suita na fortepian na 4 ręce (1969)

### Utwory organowe
- Freski (1957)
- Inwokacje (1963)

### Utwory wokalne
- Lidice na podwójny chór męski (1945)
- suita Šohajé na chór żeński i głosy solowe (1948)
- Madrygały na chór mieszany (1959)
- fresk dramatyczny Cesta k světlu na głos solo, głos recytujący i chór mieszany (1980)

### Utwory wokalno-instrumentalne
- Psalmy na sopran, tenora, chór i organy (1970)